# 石體元

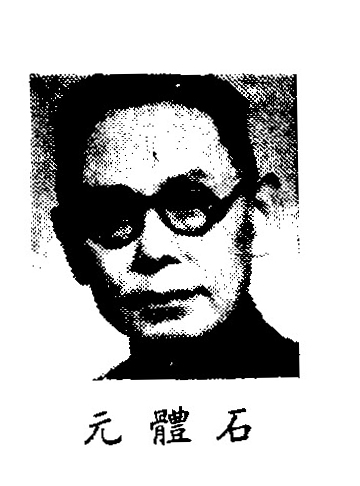
石體元近照

石體元（1890年—1968年），四川省宣漢縣（今華景鄉）人，中华民国政治人物。民國卅七年（1948年），當選四川省第七選區立法委員。

## 生平
石体元是前清秀才。宣統三年（1911年）畢業于四川高等巡警學堂正科
民國十七年（1928年）1928年任重慶市市長潘文華秘書，重慶市政府秘書長兼教育局局長，重慶市代市長。由於潘文華兼領軍職，常離任所，多由石體元代行市長職務，為重慶成為戰時首都而建有勳功。
民國二十年（1931年）9月劉湘21军部命令重慶市政府成立“重慶電力廠籌備處”，委任市長潘文華兼處長，石體元等為籌備委員，負責籌集建廠資金。重慶電力股份有限公司籌備處發起人。
民國廿二年（1933年）重慶市電力公司任總務主任。
民國廿七年(1938年) 4月15日，私立光華大學在渝設立移川復興建設委員會，聘請石體元為委員。華西興業公司股東
民國廿二年（1933年）8月，四川善後督辦公署組建重慶市商品檢驗所，以石體元為正所長。
民國卅一年（1942年），出任四川省政府委員兼財政廳長和四川省田賦糧食管理處長。民國卅一年（1942年）2月3日，國民政府行政院549次會議決定，任命石體元、胡子昂為四川省政府委員民國卅三年（1944年）兼任糧食部四川督糧特派員，籌集抗戰軍糧和城市供糧頗有貢獻，屢受勳獎。民國卅五年（1946年），制憲國民大會代表。
1953年聘為重慶文史研究館館員

## 立法院會期
第一屆第一會期
- 內政及地方自治委員會
- 經濟及資源委員會
- 財政及金融委員會

## 論著
- 「憶成都保路運動」，《辛亥革命回憶錄》第3集，中華書局
- 「四川共和黨紀略」，文史資料選輯〔第四十輯（總第一四○輯）〕
- 「周善培從政瑣記」，重慶文史資料選輯第12期154頁

## 外部連結
- 重慶市文史研究館館員介紹[永久]